# 多香果
多香果又名全香子、眾香子、牙買加胡椒，是桃金孃科多香果屬的一種植物，原產於美洲的熱帶地區。乾燥未成熟的果實與葉子可以做為香料使用，由於果實具有丁香、胡椒、肉桂、肉荳蔻等多種香料的味道，所以被稱為多香果。

## 味道
多香果具有多種香料的味道，嚐起來像是肉桂、肉豆蔻和丁香的混合物，不過味道比較辣，辣度介於100至500 史高維爾指標之間。

## 歷史
哥倫布當年為了尋找胡椒而航行出海，在加勒比海地區發現了多香果，由於哥倫布並未看過真正的胡椒果實，他認為多香果就是胡椒，並且將多香果帶回西班牙，在當時稱多香果為「pimienta」，「pimienta」是西班牙語胡椒的意思，多香果的另一個英語名稱「pimento」就是由西班牙語「pimienta」轉變而來的。在第二次世界大戰以前，多香果的使用比現今更為廣泛，在戰爭期間，大量多香果樹被砍伐掉，至今產量尚未完全恢復至戰前的數量。牙買加是多香果的主要產地，另外危地馬拉、洪都拉斯以及墨西哥也都出产多香果。牙買加出产的多香果由於含油量高，被認為是品質最好的多香果。

## 使用

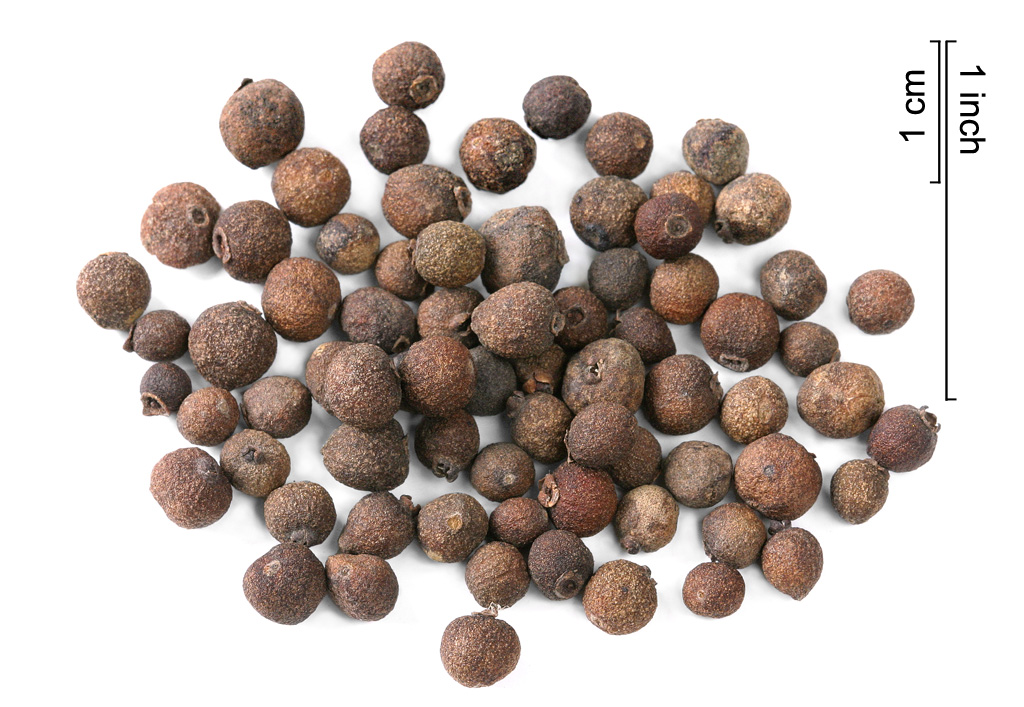
多香果的果實

有些人只看過研磨成粉狀的多香果粉，常常會誤以為多香果粉是由多種香料混合而成的，實際上，多香果粉只是由乾燥後的多香果一種香料研磨而成的。在果實尚未成熟時，將綠色的果實採收下來，乾燥後備用，傳統的做法是在陽光下曬乾。乾燥後的果實呈褐色，有點像是大顆的胡椒果粒。
多香果通常是以完整的果粒或是磨成粉狀來銷售，乾燥的果粒保存期比粉狀產品的較長，而且在要用時才用果粒現磨成的粉末也比較香。新鮮的多香果葉子也可以做香料使用，用法和月桂葉類似，在煮食物時加入一起煮，食物起鍋後要裝盤時拿掉，煮過的葉子並不會拿來吃。多香果葉和月桂葉不同之處是，多香果葉在乾燥後或儲存時會喪失很多香味。在牙買加也常會拿多香果的葉子與木材來燻肉。
多香果中有含有丁子香酚的揮發油，這種物質有除菌的作用，因此也可用來製作除臭劑。

## 栽培

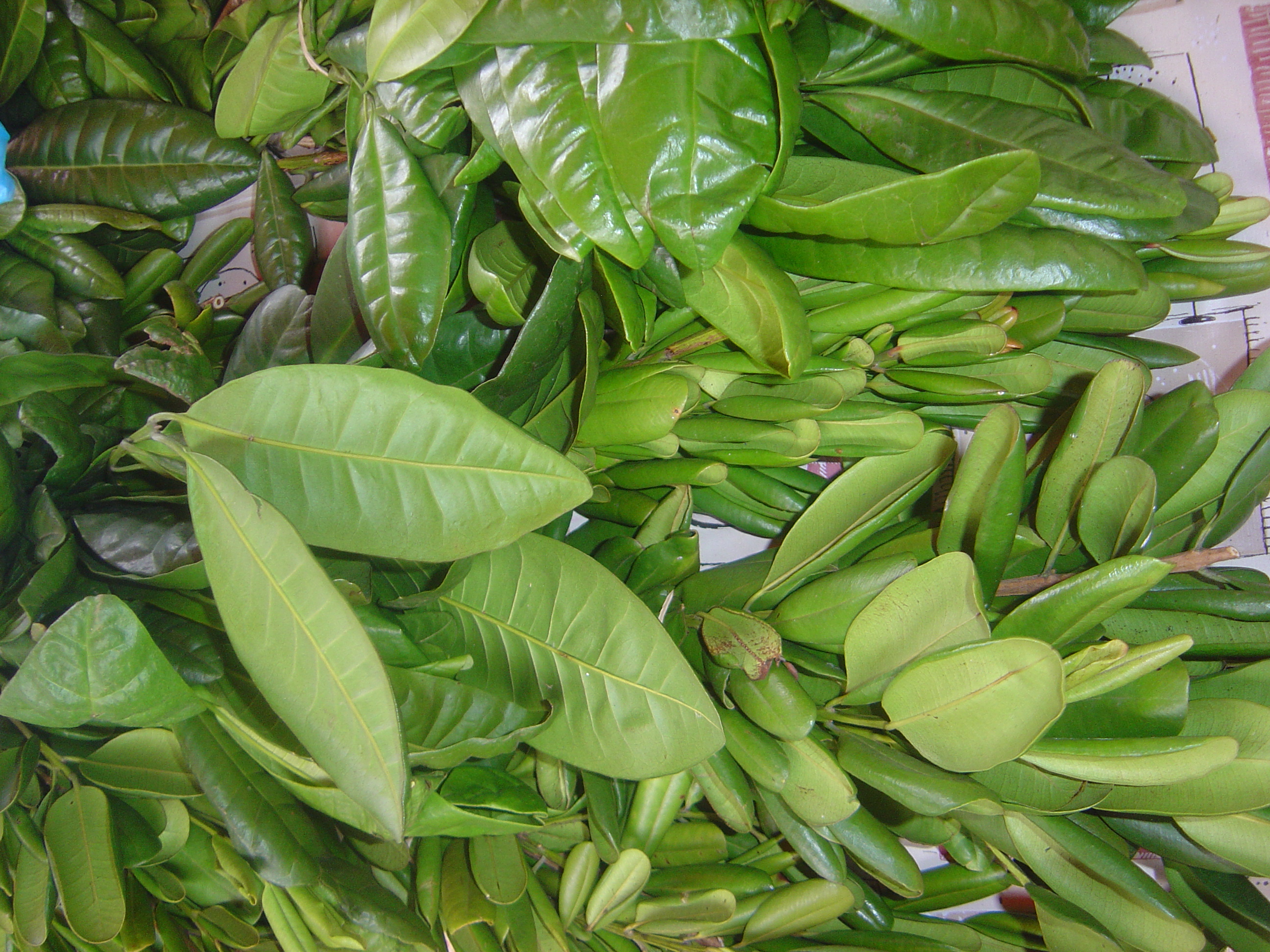
留尼旺市場上販賣的多香果葉子

多香果是一種小喬木，樹高可達十公尺左右，樹型與大小和月桂樹頗為相似。果實為小圓球形，直徑約1-1.5公分，內有二顆種子。老熟的植株比較耐寒，幼小的植株較不耐寒，太冷時會使植株凍死。在熱帶及亞熱帶地區可以種植在室外，也可以將多香果種在盆子裡，放在溫室或當室內植物栽培，它都可以適應的很好。多香果為雌雄異株的植物，雌性株與雄性株這二種不同性別植物要儘量種在一起，不要相距太遠，使其可以順利的授粉及結果。

## 外部鏈接
- 维基共享资源上的相關多媒體資源：多香果
- 维基共享资源上的相關多媒體資源：多香果
- 維基物種上的相關：多香果
- . Floridata Plant Encyclopedia.   [2018-02-15]. （原始内容存档于2021-03-05）.
- . Plants of Hawaii. Hawaiian Ecosystems at Risk project (HEAR).   [2018-02-15]. （原始内容存档于2008-10-11）.
- . Gernot Katzer's Spice Pages.   [2018-02-15]. （原始内容存档于2021-01-17）.
- . Trade Winds Fruit.   [2018-02-15]. （原始内容存档于2013-05-09）.
- . The Encyclopedia of Spices. Epicentre.com.[]